# Jongszan állomás
Jongszan állomás (Yongsan) a szöuli metró 1-es és  Kjongi–Csungang (Gyeongui–Jungang) vonalának állomása, mely 1900-ban, hagyományos vasútállomásként épült.

## Viszonylatok
| 1-es vonal                                                               | 1-es vonal                                             | 1-es vonal                                                                                           |
| ------------------------------------------------------------------------ | ------------------------------------------------------ | --- |
| Namjong (Namyeong) Szojoszan (Soyosan) és Kvangun (Gwangun) Egyetem felé | Kjongbu (Gyeongbu) szakasz személy- és expresszvonat   | Norjangdzsin (Noryangjin) Incshon (Incheon), Szodongthan (Seodongtan) vagy Sincshang (Sinchang) felé |
| végállomás                                                               | Kjongbu (Gyeongbu) szakasz expresszvonat               | Norjangdzsin (Noryangjin) Tongincshon (Dongncheon) és Cshonan (Cheonan) felé                         |
| Korail                                                                   |                                                        | |
| Namjong (Namyeong) Szöul felé                                            | Kjongbu (Gyeongbu) vonal                               | Norjangdzsin (Noryangjin) Puszan (Busan) felé                                                        |
| Nunggok (Neunggok) Toraszan (Dorasan) felé                               | DMZ vonal                                              | végállomás                                                                                           |
| Kjongi–Csungang (Gyeongui–Jungang)                                       |                                                        | |
| Hjocshang (Hyochang) park Munszan (Munsan) felé                          | Kjongvon (Gyeongwon) szakasz személy- és expresszvonat | Icshon (Ichon) Csiphjong (Jipyeong) felé                                                             |
| Kongdok (Gongdeok) Munszan (Munsan) felé                                 | Csiphjong (Jipyeong) expressz                          | Icshon (Ichon) Csiphjong (Jipyeong) felé                                                             |